# Veliki Trnovci
Veliki Trnovci es un pueblo ubicado en la municipalidad de Kakanj, en el cantón de Zenica-Doboj, Bosnia y Herzegovina.

## Superficie
Posee una superficie de 1,98 kilómetros cuadrados.

## Demografía
Hasta 2013 la población era de 250 habitantes, con una densidad de población de 126,6 habitantes por kilómetro cuadrado.